# Río Arquía
Río Arquía är ett vattendrag i Colombia. Det ligger i den centrala delen av landet, 190 km nordväst om huvudstaden Bogotá.